# 吉永麻衣子
吉永 麻衣子（よしなが まいこ、1981年3月23日 - ）は、日本の料理研究家。

## 人物
兵庫県宝塚市出身。小林聖心女子学院小学校・中学校・高等学校を経て、聖心女子大学文学部を卒業。2003年、株式会社インテリジェンスに入社。法人営業や営業戦略、新規事業立ち上げを経験。6年間勤務した後、結婚を機に退職し、パンの世界へ。専門学校講師、カフェキッチン、日本ヴォーグ社ハッピークッキングの立ち上げ等経験し、自宅にてパン教室をスタート。「忙しいママも毎日焼けるパン」をコンセプトに作られた「おうちパン」を考案。

## 主な著書
- 『はじめてでも失敗しない絶対おいしい! おうちパン教室』（2020年、主婦の友社）
- 『冷蔵発酵で失敗なし! いつでも焼きたて! 冷凍作りおきパン』（2020年、扶桑社）
- 『いつでも焼きたて!  すごい!  作りおきパン』（2019年、宝島社）
- 『発酵は冷蔵庫におまかせ! 子どもと作れる12か月のパン』（2019年、新潮社）
- 『一生使える！ 冷蔵庫で作りおきできるパン大全』（2018年、PHP研究所）
- 『ちびパン （5つの生地からつくる45種類のかわいいパン）』（2018年、日販アイ・ピー・エス）
- 『発酵生地の焼き菓子レシピ』（2017年、マイナビ出版）
- 『失敗なしでおいしさUP！ 超簡単「ちょい足し酵母」のパン作り』（2017年、新潮社）
- 『冷蔵庫で作りおきパン 切りっぱなしでカンタン』（2017年、主婦の友社）
- 『冷蔵庫で作りおきパン いつでも焼きたて―週末生地を作って平日食べたい分を焼く』（2016年、主婦の友社）
- 『ただ材料を混ぜるだけ、発酵は冷蔵庫におまかせ！　簡単もちふわドデカパン』（2016年、新潮社）
- 『前の日5分→朝10分で焼きたて！　簡単もちもちスティックパン』（2015年、新潮社）
- 『おいしい かわいい ちいさいパン――低温長時間発酵だから手軽に焼ける』（2013年、マリン企画）

## メディア出演
- 『おはよう日本』 (2020年10月2,9日、NHK総合)
- 『首都圏ネットワーク』 (2020年5月21日、NHK総合)
- 『NHKニュース シブ５時』 (2020年5月12日、NHK総合)
- 『ひるまえほっと』 (2019年5月16日～（全4回）、NHK総合)
- 『Cookpad TV』（2018年）
- 『BOOKSTAND.TVニッポンお仕事図鑑 』　（2018年、BS12）
- 『Cotta　生ライブ』 (2018年6月)
- 『おはよう朝日です』 (2015年、朝日放送)
- 『ひるまえほっと』 (2016年5月18日、NHK総合)
- 『楽天ラジオ』　（2015年）
- 『ファンケルヨコハマなでしこ』 (2015年、FMヨコハマ)
- 『Talk 優　散歩』 (2014年10月、イッツコム)
- 『FM salus』　(2012年10月30日)